# Atomaria fuscicollis
Atomaria fuscicollis là một loài bọ cánh cứng trong họ Cryptophagidae. Loài này được Mannerheim miêu tả khoa học năm 1852.